# 希鲁布勒
希鲁布勒（法語：Chiroubles，法語發音：[ʃiʁubl]）是法国罗讷省的一个市镇，属于索恩河畔自由城区。

## 地理
希鲁布勒（46°10'50"N, 4°39'56"E）面积7.32 平方千米，位于法国奥弗涅-罗讷-阿尔卑斯大区罗讷省，该省份为法国中东部省份，北起顺时针与索恩-卢瓦尔省、安省、里昂大都会、伊泽尔省和卢瓦尔省接壤。
与希鲁布勒接壤的市镇（或旧市镇、城区）包括：维列莫尔贡、弗勒里、德格罗讷。

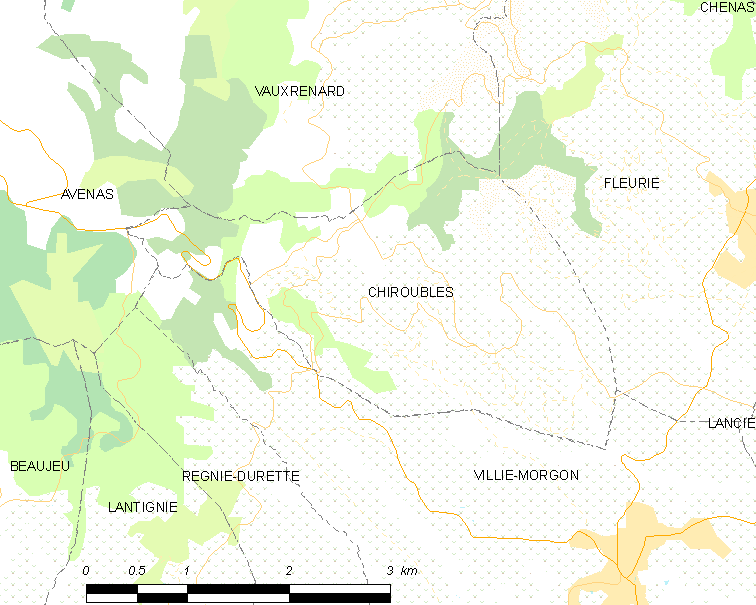
希鲁布勒的OSM定位图

希鲁布勒的时区为UTC+01:00、UTC+02:00（夏令时）。

## 行政
希鲁布勒的邮政编码为69115，INSEE市镇编码为69058。

## 政治
希鲁布勒所属的省级选区为博若莱地区贝尔维尔县。

## 人口

1962-2008年间希鲁布勒人口变化图示

希鲁布勒于2022年1月1日时的人口数量为416人。